# طارق الناصر
طارق عبد الرحمن الناصر (1969-) موسيقار ومؤلف وموزع موسيقي أردني ذو رؤية موسيقية جديدة، اشتهر بتقديم موسيقى مبتكرة.

## نبذة
ينتمي طارق الناصر إلى بلدة أيدون الواقعة إلى الجنوب من مدينةإربد في شمال غرب المملكة الأردنية الهاشمية، وقد ولد في مدينة الطائف بالمملكة العربية السعودية، في 23 آب 1969. بدأ اهتمامه في الموسيقى بالتوزيع الموسيقي حين قام بتوزيع خلفية موسيقية لمسرحية وطنية أعدها طلبة جامعة اليرموك وتم عرضها في قاعة مجمع النقابات المهنية في مدينة إربد، وكان لا يزال طالباً على مقاعد المدرسة في المرحلة الثانوية.
لم يحصل طارق الناصر على الثانوية العامة لاستغراقه في اجتراح ما يدور بذهنه من موسيقى تريد أن تتخلق عملاً إبداعياً. إلا أن الراحل يوسف خاشو، عميد الأكاديمية الموسيقية الأردنية آنذاك، قام بفتح أبواب الأكاديمية للناصر لما عرف عنه من موهبة إبداعية. وهناك وخلال أقل من سنة تعلم كتابة النوتة الموسيقية وقراءتها، حيث لم يكن يتقنها في بادئ الأمر، بل كان يعتمد على شقيقته التي تعلم منها أساسيات العزف رغم أنها تصغره، إلا أنها كانت تتلقى دروساً في البيانو على يد معلمة بيانو روسية في مركز إربد للموسيقى الذي كان يديره أستاذهم الأول في الموسيقى الدكتور محمد غوانمة.
قبل أن يبلغ طارق الناصر العشرين كان قد عمل على توزيع موسيقى أغاني الموروث الشعبي لفرقة الأهالي من أداء أيمن تيسير. كما وزع أغنية «نويت أسيبك خلاص نويت» للفنان ياسر فهمي، و«هيلا يا رمانة» لعامر الخفش.

## مجموعة رم واستديو الناصر
تحققت شهرة الناصر الحقيقية من خلال تقديمه للموسيقى التصويرية للدراما السورية، فقد ألف الموسيقى التصويرية لمسلسل نهاية رجل شجاع، والتي كانت بمثابة الشهادة التي حاز بها على إعجاب وتقدير الجمهور. عمل الناصر على تكوين مجموعة موسيقية صغيرة تتعاون معه في تنفيذ أعماله. فيما بعد أسس في عمان استديو تسجيل موسيقي هو «استديو الناصر». وبالتعاون مع شقيقته رُسُل الناصر، خريجة الفنون الجميلة - قسم الموسيقى، أسس مجموعة موسيقية هي «مجموعة رم»، وقد أطلق على المجموعة هذا الاسم نسبة إلى وادي رم جنوب الأردن. وقد أصدر طارق الناصر ألبومه الأول «يا روح» عام 2000.

## الموسيقى التصويرية
وضع الناصر الموسيقى التصويرية لعدد من الأعمال الدرامية العربية، خاصة في سوريا منها: مسلسل نهاية رجل شجاع، ومسلسل الجوارح، ومسلسل الكواسر من إخراج نجدة إسماعيل أنزور، ومسلسل إخوة التراب، ومسلسل يوميات مدير عام من إخراج هشام شربتجي، ومسلسل ملوك الطوائف من إخراج حاتم علي، ومسلسل على طول الأيام من إخراج حاتم علي، ومسلسل علاقات شائكة من إخراج عمرو علي، ومسلسل الملك فاروق من إخراج حاتم علي، ومسلسل ليس سرابا من إخراج المثنى صبح، ومسلسل صراع على الرمال من إخراج حاتم علي.
حاز طارق الناصر على درجة أفضل موسيقى تصويرية عن مسلسل الملك فاروق للمخرج حاتم علي بناءً على استفتاء أشرف عليه سبعة وعشرون ناقداً مصرياً بعد شهر رمضان 2007. ومع فرقة الفنون الشعبية الفلسطينية التي أصدرت ألبوم زريف كان لطارق الناصر دور في إعادة توزيع وتسجيل الأغاني الشعبية. بالتعاون مع أمانة عمان الكبرى.

## المهرجانات
مثلت «مجموعة رم - طارق الناصر» الأردن في العديد من المهرجانات الثقافية في العالم، وفي عدد من المناسبات الهامة منها: اختتام أيام عمان المسرحية في عمان عام 1998، وعرض خاص في الجامعة الأميركية في بيروت (الاسمبلي هول) في بيروت عام 1998، وحفل افتتاح أيام عمان المسرحية بالاشتراك مع فرقة «بكا» الموسيقية السويدية عام 1999، وحفل افتتاح موسم أيام عمان الثقافية عام 1999، وحفل افتتاح مهرجان جرش التاسع العاشر للثقافة والفنون عام 2000، ومعرض فرانكفورت الدولي للكتاب، ومهرجانات المدينة في العاصمة تونس، وحفل اختتام مهرجان مطر الصحراء للسينما المستقلة في حزيران 2001 في إيطاليا، وحفل اختتام مهرجان سوق عكاظ في تموز 2002.

## وصلات خارجية
- طارق الناصر على موقع قاعدة بيانات الأفلام العربية

موقع مجموعة رم - طارق الناصر، تاريخ الولوج 16 أيار 2009